# فرودگاه کولوکوپه
فرودگاه کولوکوپه  (به انگلیسی: Kolokope Airport) یک فرودگاه است . این فرودگاه در شهر آنیه، توگو کشور توگو قرار دارد .